# William Troost-Ekong
William Paul Troost-Ekong (Haarlem, 1º settembre 1993) è un calciatore olandese naturalizzato nigeriano, difensore dell'Al-Kholood e della nazionale nigeriana, di cui è capitano.

## Biografia
Nato nei Paesi Bassi da madre olandese e padre nigeriano, è cresciuto tra Haarlem e Londra, trascorrendo le estati a Lagos dove il padre aveva fatto ritorno dopo la separazione.
Nel luglio del 2025, è stato uno dei sei giocatori della nazionale maschile nigeriana a donare l'equivalente di un milione di naira a ciascuna delle 24 giocatrici della rosa della nazionale femminile vincitrice della Coppa d'Africa dello stesso anno.

## Caratteristiche tecniche
Difensore molto fisico e bravo nel gioco aereo, è abile nei contrasti difensivi e nell'impostazione della manovra.

## Carriera

### Club
Cresciuto nella squadra inglese del Tottenham, nel 2013 si trasferisce al Groningen con cui gioca 2 partite in Eredivisie prima di trasferirsi in prestito al Dordrecht, in Eerste Divisie, con cui chiude la stagione ottenendo la promozione in massima serie. Rimasto ancora in prestito al Dordrecht, debutta anche con questa squadra in Eredivisie.
Ingaggiato dai belgi del Gent, il 29 luglio 2015 passa in prestito ai norvegesi dell'Haugesund fino al termine della stagione. Il 24 febbraio 2016 è nominato capitano dell'Haugesund. Il 24 ottobre successivo è tra i candidati al titolo di miglior difensore del campionato al premio Kniksen.
Nel luglio 2017 si trasferisce al Bursaspor, in Süper Lig, dove trascorre la stagione 2017-2018 e disputa una partita di campionato (con un gol) nel 2018-2019.
Il 17 agosto 2018 passa in Serie A, all'Udinese, con cui esordisce il 19 agosto seguente contro il Parma nel match pareggiato per 2-2.
Dopo due stagioni da titolare, viene accantonato da mister Luca Gotti, per poi venire ceduto a titolo definitivo al Watford il 29 settembre 2020.
Il 24 gennaio 2023 viene ufficializzato il suo ritorno in Serie A in prestito alla Salernitana. Esordisce con i granata tre giorni dopo, giocando da titolare la vittoriosa trasferta in casa del Lecce. Trova il suo primo gol italiano il 27 maggio successivo, siglando il gol del definitivo 3-2 dei granata ai danni dell'Udinese.
Non riscattato dai campani, il 4 luglio 2023 viene ceduto a titolo definitivo al PAOK.
Il 23 agosto 2024 viene ceduto a titolo definitivo ai sauditi dell'Al-Kholood.

### Nazionale
Dopo aver rappresentato le Nazionali giovanili (Under-19 e 20 per la precisione) olandesi, ha optato per rappresentare la nazionale paterna, ovvero la Nigeria, con cui debutta il 13 giugno 2015 in occasione di un'amichevole vinta per 2-0 contro il Ciad. Con le Super Aquile viene convocato alle Olimpiadi del 2016.
Con la Nazionale maggiore viene convocato per i Mondiali 2018, nei quali la Nigeria è uscita al primo turno e per la Coppa delle nazioni africane 2019. In quest'ultima competizione ha segnato nei quarti di finale il goal del decisivo 2-1 all'89' contro il Sudafrica. In semifinale invece è protagonista in negativo nella sconfitta per 2-1 contro l'Algeria segnando l'autorete provvisorio 1-0 dei maghrebini al 40'. Chiude la competizione con la nomina di Man Of The Match nella finale per il terzo posto vinta dalla Nigeria.
Convocato pure per l'edizione del 2021, va a segno ai gironi nel successo per 2-0 contro la Guinea-Bissau. Nella sfida successiva, valevole per gli ottavi di finale, i nigeriani sono stati eliminati dalla Tunisia.
Nell'edizione del 2023 della Coppa d'Africa va a segno nella seconda partita dei gironi con un calcio di rigore nella partita vinta per 1-0 contro la Costa d'Avorio; in semifinale si ripete segnando al Sudafrica (partita poi vinta ai calci di rigore), ed infine segna nella finale (poi persa) con la Costa d'Avorio il gol del provvisorio vantaggio. Grazie alle sue performance ha vinto il premio di miglior giocatore del torneo.

## Statistiche

### Presenze e reti nei club
Statistiche aggiornate al 2 ottobre 2024.
| Stagione         | Squadra          | Campionato       | Campionato | Campionato | Coppe nazionali | Coppe nazionali | Coppe nazionali | Coppe continentali | Coppe continentali | Coppe continentali | Altre coppe | Altre coppe | Altre coppe | Totale | Totale | Totale |
| Stagione         | Squadra          | Comp             | Pres       | Reti       | Comp            | Pres            | Reti            | Comp               | Pres               | Reti               | Comp        | Pres        | Reti        | Pres   | Reti   |        |
| ---------------- | ---------------- | ---------------- | ---------- | ---------- | --------------- | --------------- | --------------- | ------------------ | ------------------ | ------------------ | ----------- | ----------- | ----------- | ------ | ------ | ------ |
| 2013-gen. 2014   | Groningen        | ED               | 2          | 0          | CO              | 0               | 0               | -                  | -                  | -                  | -           | -           | -           | 2      | 0      |        |
| gen.-giu. 2014   | Dordrecht        | ED               | 10+1       | 0          | CO              | -               | -               | -                  | -                  | -                  | -           | -           | -           | 11     | 0      |        |
| 2014-2015        | Dordrecht        | ED               | 22         | 0          | CO              | 1               | 0               | -                  | -                  | -                  | -           | -           | -           | 23     | 0      |        |
| Totale Dordrecht | Totale Dordrecht | Totale Dordrecht | 32+1       | 0          |                 | 1               | 0               |                    | -                  | -                  |             | -           | -           | 34     | 0      |        |
| lug.-dic. 2015   | Haugesund        | ES               | 13         | 0          | CN              | -               | -               | -                  | -                  | -                  | -           | -           | -           | 13     | 0      |        |
| 2016             | Haugesund        | ES               | 24         | 3          | CN              | 4               | 1               | -                  | -                  | -                  | -           | -           | -           | 28     | 4      |        |
| Totale Haugesund | Totale Haugesund | Totale Haugesund | 37         | 3          |                 | 4               | 1               |                    | -                  | -                  |             | -           | -           | 41     | 4      |        |
| gen.-giu. 2017   | Gent             | PL               | 3+5        | 0          | CB              | -               | -               | UEL                | 0                  | 0                  | -           | -           | -           | 8      | 0      |        |
| 2017-2018        | Bursaspor        | SL               | 27         | 2          | CT              | 4               | 0               | -                  | -                  | -                  | -           | -           | -           | 31     | 2      |        |
| lug.-ago. 2018   | Bursaspor        | SL               | 1          | 1          | CT              | -               | -               | -                  | -                  | -                  | -           | -           | -           | 1      | 1      |        |
| Totale Bursaspor | Totale Bursaspor | Totale Bursaspor | 28         | 3          |                 | 4               | 0               |                    | -                  | -                  |             | -           | -           | 32     | 3      |        |
| 2018-2019        | Udinese          | A                | 35         | 0          | CI              | -               | -               | -                  | -                  | -                  | -           | -           | -           | 35     | 0      |        |
| 2019-2020        | Udinese          | A                | 30         | 0          | CI              | 1               | 0               | -                  | -                  | -                  | -           | -           | -           | 31     | 0      |        |
| Totale Udinese   | Totale Udinese   | Totale Udinese   | 65         | 0          |                 | 1               | 0               |                    | -                  | -                  |             | -           | -           | 66     | 0      |        |
| 2020-2021        | Watford          | FLC              | 32         | 1          | FACup+CdL       | 1+0             | 0+0             | -                  | -                  | -                  | -           | -           | -           | 33     | 1      |        |
| 2021-2022        | Watford          | PL               | 17         | 0          | FACup+CdL       | 0+1             | 0+0             | -                  | -                  | -                  | -           | -           | -           | 18     | 0      |        |
| 2022-gen. 2023   | Watford          | FLC              | 15         | 1          | FACup+CdL       | 1+1             | 0+0             | -                  | -                  | -                  | -           | -           | -           | 17     | 1      |        |
| Totale Watford   | Totale Watford   | Totale Watford   | 64         | 2          |                 | 4               | 0               |                    | 0                  | 0                  |             | -           | -           | 68     | 2      |        |
| gen.-giu. 2023   | Salernitana      | A                | 9          | 1          | CI              | -               | -               | -                  | -                  | -                  | -           | -           | -           | 9      | 1      |        |
| 2023-2024        | PAOK             | SLE              | 10         | 0          | CG              | 0               | 0               | UECL               | 12                 | 0                  | -           | -           | -           | 22     | 0      |        |
| ago. 2024        | PAOK             | SLE              | 0          | 0          | CG              | 0               | 0               | UCL                | 2                  | 0                  | -           | -           | -           | 2      | 0      |        |
| Totale PAOK      | Totale PAOK      | Totale PAOK      | 10         | 0          |                 | 0               | 0               |                    | 14                 | 0                  |             | -           | -           | 24     | 0      |        |
| ago. 2024-2025   | Al-Kholood       | SPL              | 5          | 1          | KC              | 1               | 0               | -                  | -                  | -                  | -           | -           | -           | 6      | 1      |        |
| Totale carriera  | Totale carriera  | Totale carriera  | 255+6      | 10         |                 | 15              | 1               |                    | 14                 | 0                  |             | -           | -           | 290    | 11     |        |

### Cronologia presenze e reti in nazionale
| Cronologia completa delle presenze e delle reti in nazionale ― Nigeria | Cronologia completa delle presenze e delle reti in nazionale ― Nigeria | Cronologia completa delle presenze e delle reti in nazionale ― Nigeria | Cronologia completa delle presenze e delle reti in nazionale ― Nigeria | Cronologia completa delle presenze e delle reti in nazionale ― Nigeria | Cronologia completa delle presenze e delle reti in nazionale ― Nigeria | Cronologia completa delle presenze e delle reti in nazionale ― Nigeria | Cronologia completa delle presenze e delle reti in nazionale ― Nigeria |
| Data                                                                   | Città                                                                  | In casa                                                                | Risultato                                                              | Ospiti                                                                 | Competizione                                                           | Reti                                                                   | Note                                                                   |
| ---------------------------------------------------------------------- | ---------------------------------------------------------------------- | ---------------------------------------------------------------------- | ---------------------------------------------------------------------- | ---------------------------------------------------------------------- | ---------------------------------------------------------------------- | ---------------------------------------------------------------------- | ---------------------------------------------------------------------- |
| 13-6-2015                                                              | Kaduna                                                                 | Nigeria                                                                | 2 – 0                                                                  | Ciad                                                                   | Qual. Coppa d'Africa 2017                                              | -                                                                      |                                                                        |
| 5-9-2015                                                               | Dar es Salaam                                                          | Tanzania                                                               | 0 – 0                                                                  | Nigeria                                                                | Qual. Coppa d'Africa 2017                                              | -                                                                      |                                                                        |
| 8-9-2015                                                               | Port Harcourt                                                          | Nigeria                                                                | 2 – 0                                                                  | Niger                                                                  | Amichevole                                                             | -                                                                      | 81’                                                                    |
| 8-10-2015                                                              | Visé                                                                   | Nigeria                                                                | 0 – 2                                                                  | Rep. del Congo                                                         | Amichevole                                                             | -                                                                      |                                                                        |
| 27-5-2016                                                              | Le Petit-Quevilly                                                      | Nigeria                                                                | 1 – 0                                                                  | Mali                                                                   | Amichevole                                                             | -                                                                      |                                                                        |
| 31-5-2016                                                              | Lussemburgo                                                            | Lussemburgo                                                            | 1 – 3                                                                  | Nigeria                                                                | Amichevole                                                             | -                                                                      | 70’                                                                    |
| 3-9-2016                                                               | Uyo                                                                    | Nigeria                                                                | 1 – 0                                                                  | Tanzania                                                               | Qual. Coppa d'Africa 2017                                              | -                                                                      |                                                                        |
| 9-10-2016                                                              | Ndola                                                                  | Zambia                                                                 | 1 – 2                                                                  | Nigeria                                                                | Qual. Mondiali 2018                                                    | -                                                                      |                                                                        |
| 12-11-2016                                                             | Uyo                                                                    | Nigeria                                                                | 3 – 1                                                                  | Algeria                                                                | Qual. Mondiali 2018                                                    | -                                                                      |                                                                        |
| 23-3-2017                                                              | Londra                                                                 | Nigeria                                                                | 1 – 1                                                                  | Senegal                                                                | Amichevole                                                             | -                                                                      |                                                                        |
| 1-6-2017                                                               | Saint-Leu-la-Forêt                                                     | Nigeria                                                                | 3 – 0                                                                  | Togo                                                                   | Amichevole                                                             | -                                                                      |                                                                        |
| 10-6-2017                                                              | Uyo                                                                    | Nigeria                                                                | 0 – 2                                                                  | Sudafrica                                                              | Qual. Coppa d'Africa 2019                                              | -                                                                      |                                                                        |
| 1-9-2017                                                               | Uyo                                                                    | Nigeria                                                                | 4 – 0                                                                  | Camerun                                                                | Qual. Mondiali 2018                                                    | -                                                                      |                                                                        |
| 4-9-2017                                                               | Yaoundé                                                                | Camerun                                                                | 1 – 1                                                                  | Nigeria                                                                | Qual. Mondiali 2018                                                    | -                                                                      |                                                                        |
| 7-10-2017                                                              | Uyo                                                                    | Nigeria                                                                | 1 – 0                                                                  | Zambia                                                                 | Qual. Mondiali 2018                                                    | -                                                                      |                                                                        |
| 10-11-2017                                                             | Costantina                                                             | Algeria                                                                | 1 – 1                                                                  | Nigeria                                                                | Qual. Mondiali 2018                                                    | -                                                                      |                                                                        |
| 14-11-2017                                                             | Krasnodar                                                              | Argentina                                                              | 2 – 4                                                                  | Nigeria                                                                | Amichevole                                                             | -                                                                      |                                                                        |
| 23-3-2018                                                              | Breslavia                                                              | Polonia                                                                | 0 – 1                                                                  | Nigeria                                                                | Amichevole                                                             | -                                                                      | cap.                                                                   |
| 27-3-2018                                                              | Londra                                                                 | Nigeria                                                                | 0 – 2                                                                  | Serbia                                                                 | Amichevole                                                             | -                                                                      |                                                                        |
| 28-5-2018                                                              | Port Harcourt                                                          | Nigeria                                                                | 1 – 1                                                                  | RD del Congo                                                           | Amichevole                                                             | 1                                                                      |                                                                        |
| 2-6-2018                                                               | Londra                                                                 | Inghilterra                                                            | 2 – 1                                                                  | Nigeria                                                                | Amichevole                                                             | -                                                                      |                                                                        |
| 6-6-2018                                                               | Schwechat                                                              | Nigeria                                                                | 0 – 1                                                                  | Rep. Ceca                                                              | Amichevole                                                             | -                                                                      |                                                                        |
| 16-6-2018                                                              | Kaliningrad                                                            | Croazia                                                                | 2 – 0                                                                  | Nigeria                                                                | Mondiali 2018 - 1º turno                                               | -                                                                      | 70’                                                                    |
| 22-6-2018                                                              | Volgograd                                                              | Nigeria                                                                | 2 – 0                                                                  | Islanda                                                                | Mondiali 2018 - 1º turno                                               | -                                                                      |                                                                        |
| 26-6-2018                                                              | San Pietroburgo                                                        | Nigeria                                                                | 1 – 2                                                                  | Argentina                                                              | Mondiali 2018 - 1º turno                                               | -                                                                      |                                                                        |
| 13-10-2018                                                             | Kaduna                                                                 | Nigeria                                                                | 4 – 0                                                                  | Libia                                                                  | Qual. Coppa d'Africa 2019                                              | -                                                                      | 84’                                                                    |
| 16-10-2018                                                             | Sfax                                                                   | Libia                                                                  | 2 – 3                                                                  | Nigeria                                                                | Qual. Coppa d'Africa 2019                                              | -                                                                      |                                                                        |
| 17-11-2018                                                             | Johannesburg                                                           | Sudafrica                                                              | 1 – 1                                                                  | Nigeria                                                                | Qual. Coppa d'Africa 2019                                              | -                                                                      |                                                                        |
| 20-11-2018                                                             | Asaba                                                                  | Nigeria                                                                | 0 – 0                                                                  | Uganda                                                                 | Amichevole                                                             | -                                                                      | 46’                                                                    |
| 23-3-2019                                                              | Asaba                                                                  | Nigeria                                                                | 3 – 1                                                                  | Seychelles                                                             | Qual. Coppa d'Africa 2019                                              | -                                                                      |                                                                        |
| 26-3-2019                                                              | Asaba                                                                  | Nigeria                                                                | 1 – 0                                                                  | Egitto                                                                 | Amichevole                                                             | -                                                                      | cap.                                                                   |
| 8-6-2019                                                               | Asaba                                                                  | Nigeria                                                                | 0 – 0                                                                  | Zimbabwe                                                               | Amichevole                                                             | -                                                                      | 46’                                                                    |
| 16-6-2019                                                              | Ismailia                                                               | Senegal                                                                | 1 – 0                                                                  | Nigeria                                                                | Amichevole                                                             | -                                                                      |                                                                        |
| 22-6-2019                                                              | Alessandria d'Egitto                                                   | Nigeria                                                                | 1 – 0                                                                  | Burundi                                                                | Coppa d'Africa 2019 - 1º turno                                         | -                                                                      |                                                                        |
| 30-6-2019                                                              | Alessandria d'Egitto                                                   | Madagascar                                                             | 2 – 0                                                                  | Nigeria                                                                | Coppa d'Africa 2019 - 1º turno                                         | -                                                                      |                                                                        |
| 6-7-2019                                                               | Alessandria d'Egitto                                                   | Nigeria                                                                | 3 – 2                                                                  | Camerun                                                                | Coppa d'Africa 2019 - Ottavi di finale                                 | -                                                                      |                                                                        |
| 10-7-2019                                                              | Il Cairo                                                               | Nigeria                                                                | 2 – 1                                                                  | Sudafrica                                                              | Coppa d'Africa 2019 - Quarti di finale                                 | 1                                                                      |                                                                        |
| 14-7-2019                                                              | Il Cairo                                                               | Algeria                                                                | 2 – 1                                                                  | Nigeria                                                                | Coppa d'Africa 2019 - Semifinale                                       | -                                                                      |                                                                        |
| 17-7-2019                                                              | Il Cairo                                                               | Tunisia                                                                | 0 – 1                                                                  | Nigeria                                                                | Coppa d'Africa 2019 - Finale 3º posto                                  | -                                                                      |                                                                        |
| 10-9-2019                                                              | Dnipropetrovsk                                                         | Ucraina                                                                | 2 – 2                                                                  | Nigeria                                                                | Amichevole                                                             | -                                                                      | 87’                                                                    |
| 13-10-2019                                                             | Singapore                                                              | Brasile                                                                | 1 – 1                                                                  | Nigeria                                                                | Amichevole                                                             | -                                                                      | cap.                                                                   |
| 13-11-2019                                                             | Uyo                                                                    | Nigeria                                                                | 2 – 1                                                                  | Benin                                                                  | Qual. Coppa d'Africa 2021                                              | -                                                                      | cap.                                                                   |
| 17-11-2019                                                             | Maseru                                                                 | Lesotho                                                                | 2 – 4                                                                  | Nigeria                                                                | Qual. Coppa d'Africa 2021                                              | -                                                                      | cap.                                                                   |
| 9-10-2020                                                              | Klagenfurt                                                             | Nigeria                                                                | 0 – 1                                                                  | Algeria                                                                | Amichevole                                                             | -                                                                      | cap. 27’                                                               |
| 13-11-2020                                                             | Benin City                                                             | Nigeria                                                                | 4 – 4                                                                  | Sierra Leone                                                           | Qual. Coppa d'Africa 2021                                              | -                                                                      |                                                                        |
| 17-11-2020                                                             | Freetown                                                               | Sierra Leone                                                           | 0 – 0                                                                  | Nigeria                                                                | Qual. Coppa d'Africa 2021                                              | -                                                                      |                                                                        |
| 27-3-2021                                                              | Cotonou                                                                | Benin                                                                  | 0 – 1                                                                  | Nigeria                                                                | Qual. Coppa d'Africa 2021                                              | -                                                                      |                                                                        |
| 30-3-2021                                                              | Abeokuta                                                               | Nigeria                                                                | 3 – 0                                                                  | Lesotho                                                                | Qual. Coppa d'Africa 2021                                              | -                                                                      | cap. 90’                                                               |
| 4-6-2021                                                               | Wiener Neustadt                                                        | Nigeria                                                                | 0 – 1                                                                  | Camerun                                                                | Amichevole                                                             | -                                                                      | cap. 90’                                                               |
| 3-9-2021                                                               | Lagos                                                                  | Nigeria                                                                | 2 – 0                                                                  | Liberia                                                                | Qual. Mondiali 2022                                                    | -                                                                      | cap.                                                                   |
| 7-10-2021                                                              | Lagos                                                                  | Nigeria                                                                | 0 – 1                                                                  | Rep. Centrafricana                                                     | Qual. Mondiali 2022                                                    | -                                                                      |                                                                        |
| 10-10-2021                                                             | Bangui                                                                 | Rep. Centrafricana                                                     | 0 – 2                                                                  | Nigeria                                                                | Qual. Mondiali 2022                                                    | -                                                                      |                                                                        |
| 13-11-2021                                                             | Monrovia                                                               | Liberia                                                                | 0 – 2                                                                  | Nigeria                                                                | Qual. Mondiali 2022                                                    | -                                                                      | cap.                                                                   |
| 16-11-2021                                                             | Lagos                                                                  | Nigeria                                                                | 1 – 1                                                                  | Capo Verde                                                             | Qual. Mondiali 2022                                                    | -                                                                      | cap.                                                                   |
| 11-1-2022                                                              | Garoua                                                                 | Nigeria                                                                | 1 – 0                                                                  | Egitto                                                                 | Coppa d'Africa 2021 - 1º turno                                         | -                                                                      | cap.                                                                   |
| 15-1-2022                                                              | Garoua                                                                 | Nigeria                                                                | 3 – 1                                                                  | Sudan                                                                  | Coppa d'Africa 2021 - 1º turno                                         | -                                                                      | cap.                                                                   |
| 19-1-2022                                                              | Garoua                                                                 | Guinea-Bissau                                                          | 0 – 2                                                                  | Nigeria                                                                | Coppa d'Africa 2021 - 1º turno                                         | 1                                                                      | cap.                                                                   |
| 23-1-2022                                                              | Garoua                                                                 | Nigeria                                                                | 0 – 1                                                                  | Tunisia                                                                | Coppa d'Africa 2021 - Ottavi di finale                                 | -                                                                      | cap.                                                                   |
| 25-3-2022                                                              | Kumasi                                                                 | Ghana                                                                  | 0 – 0                                                                  | Nigeria                                                                | Qual. Mondiali 2022                                                    | -                                                                      | cap.                                                                   |
| 29-3-2022                                                              | Abuja                                                                  | Nigeria                                                                | 1 – 1                                                                  | Ghana                                                                  | Qual. Mondiali 2022                                                    | 1                                                                      | cap.                                                                   |
| 28-5-2022                                                              | Arlington                                                              | Messico                                                                | 2 – 1                                                                  | Nigeria                                                                | Amichevole                                                             | -                                                                      | cap.                                                                   |
| 3-6-2022                                                               | Harrison                                                               | Ecuador                                                                | 1 – 0                                                                  | Nigeria                                                                | Amichevole                                                             | -                                                                      | cap.                                                                   |
| 9-6-2022                                                               | Abuja                                                                  | Nigeria                                                                | 2 – 1                                                                  | Sierra Leone                                                           | Qual. Coppa d'Africa 2023                                              | -                                                                      | cap. 82’                                                               |
| 17-11-2022                                                             | Lisbona                                                                | Portogallo                                                             | 4 – 0                                                                  | Nigeria                                                                | Amichevole                                                             | -                                                                      | cap.                                                                   |
| 8-1-2024                                                               | Abu Dhabi                                                              | Guinea                                                                 | 2 – 0                                                                  | Nigeria                                                                | Amichevole                                                             | -                                                                      | cap.                                                                   |
| 14-1-2024                                                              | Abidjan                                                                | Nigeria                                                                | 1 – 1                                                                  | Guinea Equatoriale                                                     | Coppa d'Africa 2023 - 1º turno                                         | -                                                                      | cap.                                                                   |
| 18-1-2024                                                              | Abidjan                                                                | Costa d'Avorio                                                         | 0 – 1                                                                  | Nigeria                                                                | Coppa d'Africa 2023 - 1º turno                                         | 1                                                                      | cap.                                                                   |
| 27-1-2024                                                              | Abidjan                                                                | Nigeria                                                                | 2 – 0                                                                  | Camerun                                                                | Coppa d'Africa 2023 - Ottavi di finale                                 | -                                                                      | cap.                                                                   |
| 2-2-2024                                                               | Abidjan                                                                | Nigeria                                                                | 1 – 0                                                                  | Angola                                                                 | Coppa d'Africa 2023 - Quarti di finale                                 | -                                                                      | cap.                                                                   |
| 7-2-2024                                                               | Bouaké                                                                 | Nigeria                                                                | 1 – 1 dts (4 – 2 dtr)                                                  | Sudafrica                                                              | Coppa d'Africa 2023 - Semifinale                                       | 1                                                                      | cap. 120’                                                              |
| 12-2-2024                                                              | Abidjan                                                                | Nigeria                                                                | 1 – 2                                                                  | Costa d'Avorio                                                         | Coppa d'Africa 2023 - Finale                                           | 1                                                                      | cap.                                                                   |
| 7-9-2024                                                               | Uyo                                                                    | Nigeria                                                                | 3 – 0                                                                  | Benin                                                                  | Qual. Coppa d'Africa 2025                                              | -                                                                      | cap.                                                                   |
| 10-9-2024                                                              | Kigali                                                                 | Ruanda                                                                 | 0 – 0                                                                  | Nigeria                                                                | Qual. Coppa d'Africa 2025                                              | -                                                                      | cap.                                                                   |
| 11-10-2024                                                             | Uyo                                                                    | Nigeria                                                                | 1 – 0                                                                  | Libia                                                                  | Qual. Coppa d'Africa 2025                                              | -                                                                      | cap.                                                                   |
| 14-11-2024                                                             | Abidjan                                                                | Benin                                                                  | 1 – 1                                                                  | Nigeria                                                                | Qual. Coppa d'Africa 2025                                              | -                                                                      | Cap.                                                                   |
| 18-11-2024                                                             | Uyo                                                                    | Nigeria                                                                | 1 – 2                                                                  | Ruanda                                                                 | Qual. Coppa d'Africa 2025                                              | -                                                                      | Cap.                                                                   |
| 21-3-2025                                                              | Kigali                                                                 | Ruanda                                                                 | 0 – 2                                                                  | Nigeria                                                                | Qual. Mondiali 2026                                                    | -                                                                      | Cap.                                                                   |
| 25-3-2025                                                              | Uyo                                                                    | Nigeria                                                                | 1 – 1                                                                  | Zimbabwe                                                               | Qual. Mondiali 2026                                                    | -                                                                      | Cap.                                                                   |
| 6-6-2025                                                               | Mosca                                                                  | Russia                                                                 | 1 – 1                                                                  | Nigeria                                                                | Amichevole                                                             | -                                                                      | Cap.                                                                   |
| Totale                                                                 |                                                                        | Presenze (9º posto)                                                    | 79                                                                     |                                                                        | Reti                                                                   | 7                                                                      |                                                                        |

| Cronologia completa delle presenze e delle reti in nazionale ― Nigeria olimpica | Cronologia completa delle presenze e delle reti in nazionale ― Nigeria olimpica | Cronologia completa delle presenze e delle reti in nazionale ― Nigeria olimpica | Cronologia completa delle presenze e delle reti in nazionale ― Nigeria olimpica | Cronologia completa delle presenze e delle reti in nazionale ― Nigeria olimpica | Cronologia completa delle presenze e delle reti in nazionale ― Nigeria olimpica | Cronologia completa delle presenze e delle reti in nazionale ― Nigeria olimpica | Cronologia completa delle presenze e delle reti in nazionale ― Nigeria olimpica |
| Data                                                                            | Città                                                                           | In casa                                                                         | Risultato                                                                       | Ospiti                                                                          | Competizione                                                                    | Reti                                                                            | Note                                                                            |
| ------------------------------------------------------------------------------- | ------------------------------------------------------------------------------- | ------------------------------------------------------------------------------- | ------------------------------------------------------------------------------- | ------------------------------------------------------------------------------- | ------------------------------------------------------------------------------- | ------------------------------------------------------------------------------- | ------------------------------------------------------------------------------- |
| 5-8-2016                                                                        | Manaus                                                                          | Nigeria olimpica                                                                | 5 – 4                                                                           | Giappone olimpica                                                               | Olimpiadi 2016 - 1º turno                                                       | -                                                                               |                                                                                 |
| 8-8-2016                                                                        | Manaus                                                                          | Svezia olimpica                                                                 | 0 – 1                                                                           | Nigeria olimpica                                                                | Olimpiadi 2016 - 1º turno                                                       | -                                                                               |                                                                                 |
| 11-8-2016                                                                       | San Paolo                                                                       | Colombia olimpica                                                               | 2 – 0                                                                           | Nigeria olimpica                                                                | Olimpiadi 2016 - 1º turno                                                       | -                                                                               | 43’                                                                             |
| 14-8-2016                                                                       | Salvador                                                                        | Nigeria olimpica                                                                | 2 – 0                                                                           | Danimarca olimpica                                                              | Olimpiadi 2016 - Quarti di finale                                               | -                                                                               |                                                                                 |
| 17-8-2016                                                                       | San Paolo                                                                       | Nigeria olimpica                                                                | 0 – 2                                                                           | Germania olimpica                                                               | Olimpiadi 2016 - Semifinale                                                     | -                                                                               |                                                                                 |
| 20-8-2016                                                                       | Belo Horizonte                                                                  | Honduras olimpica                                                               | 2 – 3                                                                           | Nigeria olimpica                                                                | Olimpiadi 2016 - Finale terzo posto                                             | -                                                                               |                                                                                 |
| Totale                                                                          |                                                                                 | Presenze                                                                        | 6                                                                               |                                                                                 | Reti                                                                            | 0                                                                               |                                                                                 |

## Palmarès

### Club

#### Competizioni nazionali
- Campionato greco: 1

PAOK: 2023-2024

### Nazionale
- Bronzo olimpico: 1

Rio de Janeiro 2016

### Individuale
- Miglior giocatore della Coppa d'Africa: 1

Costa d'Avorio 2023